# Porphyrinia carneotincta
Porphyrinia carneotincta là một loài bướm đêm trong họ Noctuidae.